# Aratinga jandaya
Aratinga jandaya là một loài chim trong họ Psittacidae.

## Hình ảnh

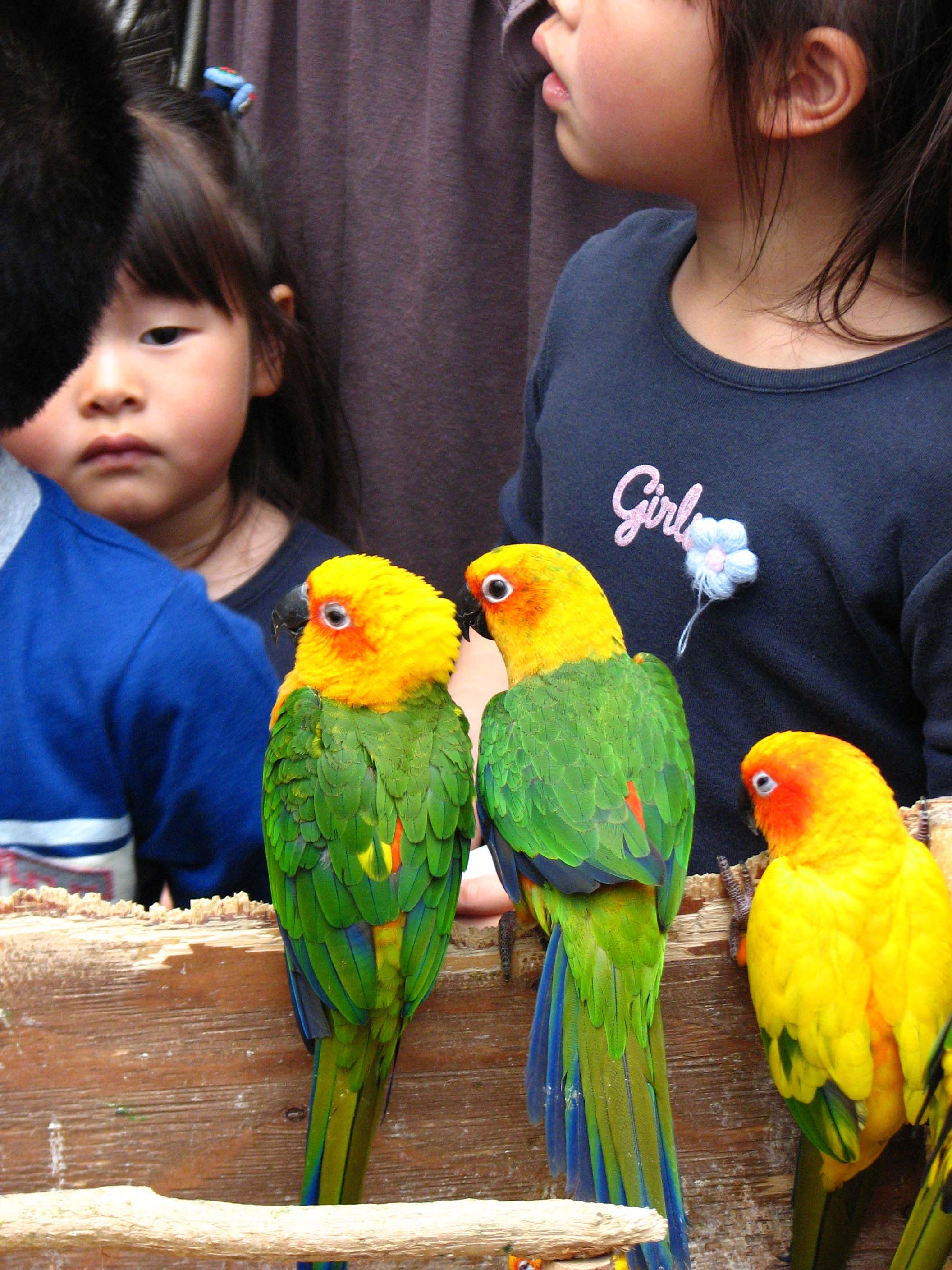
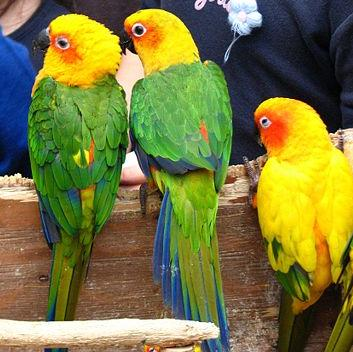
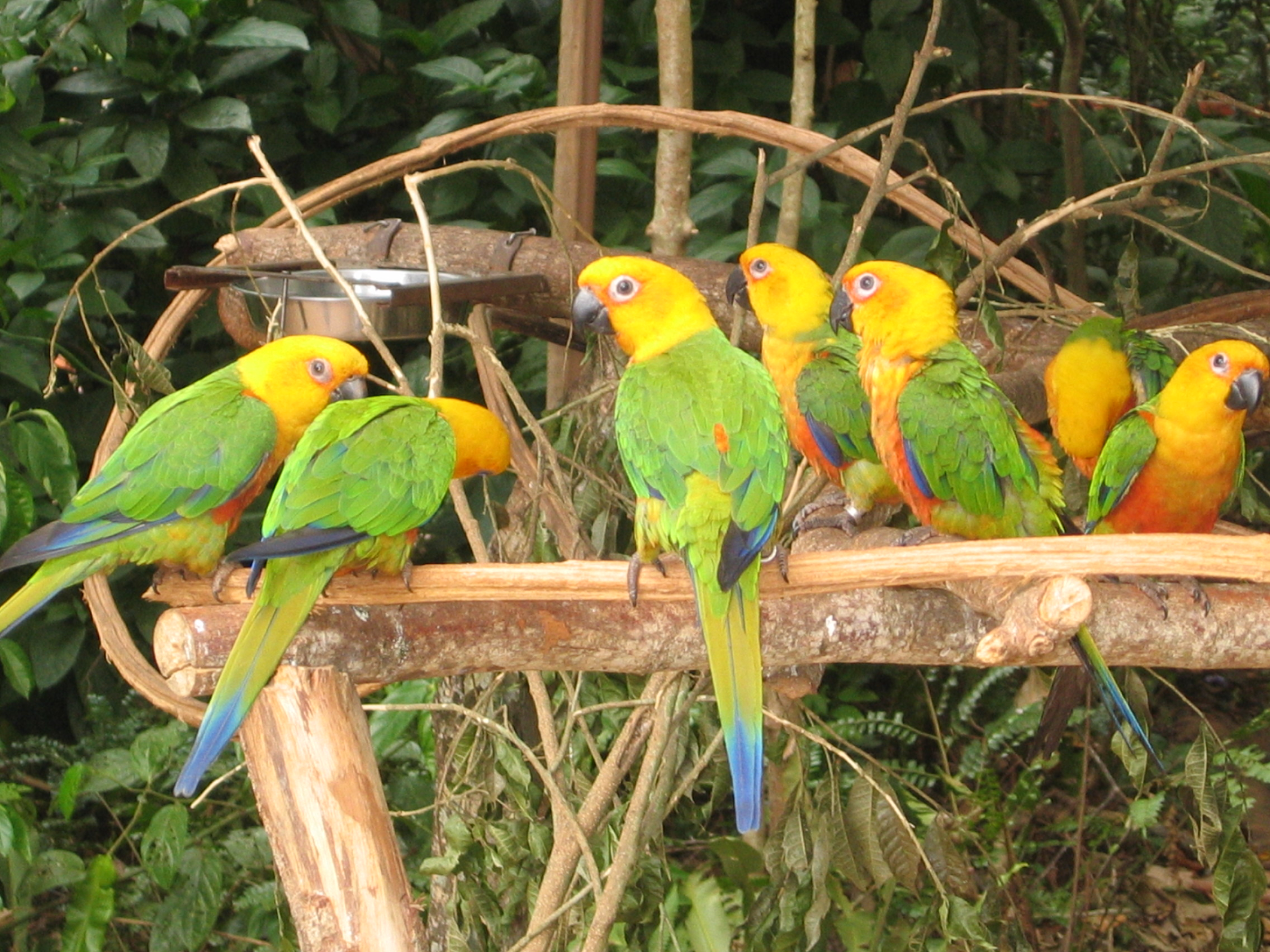
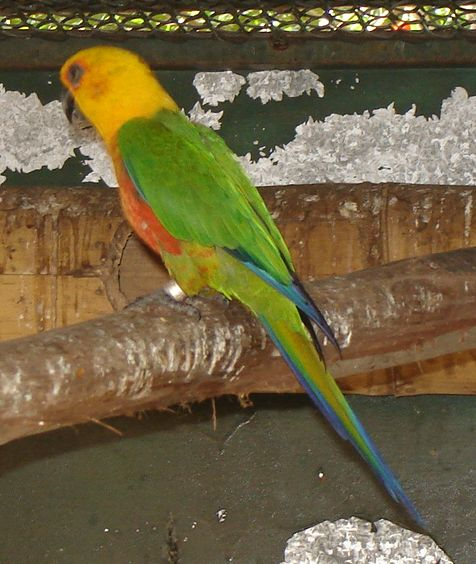
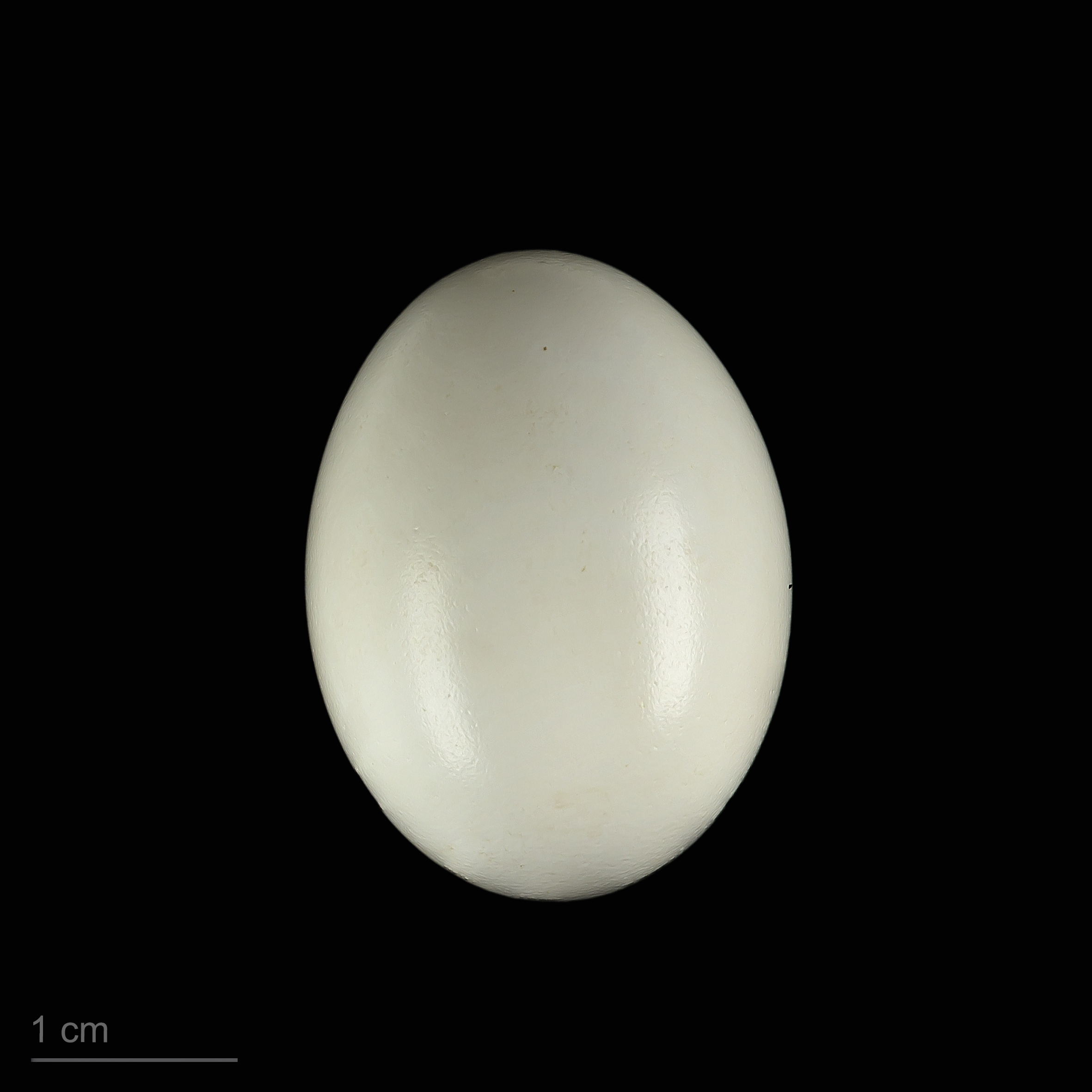
Museum specimen